# أدريان ثورن
أدريان ثورن (بالإنجليزية: Adrian Thorne)‏ هو لاعب كرة قدم بريطاني في مركز نصف الجناح، ولد في 2 أغسطس 1937 في برايتون في المملكة المتحدة. لعب مع برايتون أند هوف ألبيون ونادي إكزتر سيتي ونادي بارنت ونادي بليموث أرجايل ونادي تشيلتنهام تاون لكرة القدم ونادي ليتون أورينت.